# Kyjov, Hodonín
Kyjov là một thị trấn thuộc huyện Hodonín, vùng Jihomoravský, Cộng hòa Séc.